# Ringelsberghütte
Die Ringelsberghütte ist eine Schutzhütte im Pfälzerwald, die vom Pfälzerwald-Verein betrieben und von dessen Ortsgruppe Frankweiler unterhalten wird.

## Lage
Das Bauwerk befindet sich in der südlichen Haardt auf der Nordostflanke des namensgebenden Ringelsberg. Es liegt auf der Gemarkung der Ortsgemeinde Frankweiler nordwestlich von deren Siedlungsgebiet. Unmittelbar nördlich der Hütte befindet sich die Gemarkungsgrenze zur Ortsgemeinde Böchingen. Nächstgelegene Hütte ist die ebenfalls vom Pfälzerwald-Verein betriebene Landauer Hütte weiter nordwestlich. Weiter nordöstlich verläuft der Hainbach.

## Geschichte
In den Jahren 1923 und 1924 plante die Ortsgruppe Frankweiler des Pfälzerwald-Verein die Errichtung der Hütte. Die Hütte wurde 1925 fertiggestellt und an Pfingsten ein Jahr später eingeweiht.
1975 wurde das Gebäude vergrößert. 1988 folgte die Installation eines Strom- und Kabelanschlusses, ein Jahr später außerdem die eines Wasseranschlusses. Seit 2013 verfügt sie außerdem über eine Terrasse, die ein Panorama bietet.

## Betrieb
Die Ringelsberghütte ist bewirtschaftet und an Sonn- und Feiertagen geöffnet. Im Gebäude selbst haben 160 Gäste Platz, auf der Terrasse etwas mehr als hundert. Übernachtungsmöglichkeiten existieren jedoch nicht.

## Anbindung
Die Hütte liegt am Wanderweg Pfälzer Hüttentour.